# Erol Togay
Erol Togay (ur. 1 lutego 1950 w Ankarze, zm. 9 sierpnia 2012 w Stambule) – turecki trener piłkarski i piłkarz występujący na pozycji środkowego obrońcy. Były, czternastokrotny, reprezentant Turcji.

## Sukcesy piłkarskie

### Klubowe
Fenerbahçe SK
- Zdobywca Pucharu Turcji: 1978/1979
- Zdobywca Pucharu TSYD: 1979, 1980, 1981
- Zdobywca Pucharu Kanclerza: 1980

## Życie prywatne
Od 1999 chorował na stwardnienie rozsiane. Zmarł 9 sierpnia 2012 w wyniku tej choroby. Trzy dni później został pochowany przed wieloma wybitnymi gośćmi na cmentarzu Zincirlikuyu